# Phaethornis idaliae
Phaethornis idaliae là một loài chim trong họ Trochilidae.